# Aniba heringeri
Aniba heringeri är en lagerväxtart som beskrevs av Vattimo. Aniba heringeri ingår i släktet Aniba och familjen lagerväxter. Inga underarter finns listade i Catalogue of Life.